# Carola Sevel
Carola Sevel (* 25. Juni 1915 in Kopenhagen; † 31. Januar 1993 ebenda) war eine dänische Schauspielerin.

## Leben
Carola Sevel wuchs in Kopenhagen auf und wurde als Tänzerin ausgebildet. Nach ihrem Schulabschluss besuchte sie von 1932 bis 1935 die Staatliche Theaterschule in Kopenhagen, an der sie ihre Schauspielausbildung absolvierte. Ihr Bühnendebüt hatte sie im Jahr 1935 am Nørrebro-Theater, bis 1948 war sie festes Ensemblemitglied. Im Laufe ihrer Karriere stand sie in zahlreichen Theatern in Dänemark auf der Bühne und wirkte in Varieté-Shows und Kabarett-Programmen mit. Sie spielte auch zusammen mit Sigrid Horne-Rasmussen unter der Regie von Stig Lommer.
Bereits im Jahr 1930 stand Sevel als 15-Jährige für einen der zahlreichen Pat-&-Patachon-Filme vor der Kamera. Im Jahr 1944 war sie in dem Film Frechheit siegt zu sehen. Es blieben ihre einzigen Arbeiten vor der Kamera.
Carola Sevel heiratete am 9. Januar 1948 den Schauspieler Palle Reenberg, der wie sie am Theater von Aalborg beschäftigt war. Aus der Ehe ging ein Sohn hervor. Sie starb am 31. Januar 1993 im Alter von 77 Jahren in Kopenhagen.

## Filmografie
- 1930: Pat und Patachon auf Freiersfüßen
- 1944: Frechheit siegt